# The Rolling Stones (album)
The Rolling Stones (Verenigd Koninkrijk), of England's Newest Hitmakers: The Rolling Stones (VS) is het debuutalbum van de Engelse rockband The Rolling Stones, uit 1964. Het bekendste nummer is Tell Me (You're Coming Back).
Er zijn twee versies van het album. De Europese/Britse en de Amerikaanse. Op de Amerikaanse versie staat één nummer meer: Not Fade Away. Op de Britse versie stond weer het extra nummer Mona (I Need You Baby). Not Fade Away was tevens de eerste hitsingle in de Verenigde Staten. In het Verenigd Koninkrijk werd het nummer slechts als single uitgebracht. 
De Britse hoes van het album bevat alleen een foto genomen door David Bailey, en het Deccalogo. De Amerikaanse hoes bevat een andere foto, plus de tekst England's Newest Hitmakers: The Rolling Stones erop.
De debuutsingle van de Rolling Stones, Come On (een Chuck Berry-cover), staat niet op het album.

## Nummers

### The Rolling Stones
- 1. Route 66
  2. I Just Wanna Make Love to You
  3. Honest I Do
  4. Mona (I Need You Baby)
  5. Now I've Got a Witness
  6. Little by Little
  7. I'm a King Bee
  8. Carol
  9. Tell Me (You're Coming Back)
  10. Can I Get a Witness
  11. You Can Make It If You Try
  12. Walking the Dog

### England's Newest Hitmakers: The Rolling Stones
- 1. Not Fade Away
  2. Route 66
  3. I Just Wanna Make Love to You
  4. Honest I Do
  5. Now I've got a Witness
  6. Little By Little
  7. I'm a King Bee
  8. Carol
  9. Tell Me (You're Coming Back)
  10. Can I Get a Witness
  11. You Can Make It If You Try
  12. Walking The Dog

## Hitlijsten
Album
| Jaar | Hitlijst             | Positie |
| ---- | -------------------- | ------- |
| 1964 | UK Top 20 Albums     | 1       |
| 1964 | Billboard Pop Albums | 11      |

Singles
| Jaar | Single                       | Hitlijst              | Notering |
| ---- | ---------------------------- | --------------------- | -------- |
| 1964 | Not Fade Away                | UK Top 50 Singles     | 3        |
| 1964 | Not Fade Away                | The Billboard Hot 100 | 48       |
| 1964 | Tell Me (You're Coming Back) | The Billboard Hot 100 | 24       |